# تئودور بگ‌ول
تئودور بگ‌ول مشهور به «تی-بگ» با بازی رابرت نپر، یکی از شخصیت‌های داستانی مجموعه تلویزیونی آمریکایی «فرار از زندان» است. او یکی از اعضای گروه اصلی شخصیت‌های سری است. این شخصیت ابتدا به عنوان نقش مهمان در قسمت دوم وارد سریال شد و پس از آن به عنوان یکی از نقش‌های منظم در داستان باقی ماند.

## زندگی در سریال فرار از زندان

### فصل اول
او در فصل اول و موقع شورش در زندان بر حسب اتفاق جریان فرار مایکل اسکافیلد را می‌فهمد و تهدید می‌کند که اگر او را از زندان فراری ندهد موضوع را به همه خواهد گفت. او هنگام فرار دست چپش را که با دستبند متصل بود را از دست می‌دهد.

### فصل دوم
در فصل دوم او گنجی ۵ میلیون دلاری را یافته و به پاناما می‌گریزد اما در پاناما به جرم قتل به زندان می‌افتد.

### فصل سوم
او در زندانی است که مایکل نیز در آن زندانی است او نیز برای فرار با مایکل است اما مایکل به او کلک می‌زند او پس از فرار مایکل و پس از آتش‌سوزی سونا با کل زندانیان فرار می‌کند.

### فصل چهارم
در فصل چهارم او جداگانه برای پیداکردن سیلا تلاش می‌کند و در آخر او دستگیر و به زندانی در ایالت میامی بازگردانده می‌شود.

### فصل پنجم
در فصل پنجم توسط مایکل اسکافیلد از زندان آزاد می‌شود و هنگامی که نامه‌های خود را می‌بیند متوجه می‌شود که یک عکس داخل نامه‌های او هست که عکس مایکل اسکافیلد و نشانه زنده بودن آن است. او ماجرا را به لینکن خبر می‌دهد ولی لینکن شک دارد که این عکس واقعی است ولی تی‌بگ با نشان دادن مهر نامه نشانه واقعی بودن نامه را به او نشان می‌دهد. هم سلولی مایکل که ویپ نام داشته پسر تی‌بگ است و مایکل درعوض دادن پسر تی‌بگ از او درخواست‌هایی می‌کند. وی در آخر مجدداً دستگیر شده و به زندان فاکس ریور بازمی‌گردد. در فصل‌های قبل به این موضوع پی می‌بریم که تئودور در کودکی به واسطهٔ آزارهایی که به او رسیده، عقیم گردیده‌است. ولی در فصل پنج متوجه می‌شویم که وی دارایِ فرزندی پسر از یک پیشخدمت بوده‌است.

### درپادشاهان فرار
در سریال پادشاهان فرار که توسط دو تهیه‌کنندهٔ سریال فرار از زندان ساخته می‌شود، شخصیت تئودور بگول در قسمت سوم فصل ۱ حضور یافت. در آن‌جا نشان داده می‌شود زمانی که می‌خواهند او را از زندان فاکس ریور به درمانگاه (برای تعویض دست مصنوعی‌اش) منتقل کنند، وی از زندان می‌گریزد و به دنبال کسانی می‌رود که مادرش را اذیت کرده‌اند. او آن‌ها را به طرز فجیعی می‌کشد و در آخر دوباره توسط پلیس دستگیر می‌شود. وقتی دوباره دستگیر می‌شود، یکی از افرادی که وی را دستگیر کرده، که هم روانشناس و پلیس است، با او شروع به صحبت کردن می‌کند. تی بگ بسیار عصبی شخصیت خود را آشکار می‌سازد. بیشتر قتل و تجاوزهایی که کرده، به خاطر خاطرات بد کودکی وی بوده‌است. او حاصل ازدواج پدر و عمهٔ خود است؛ یعنی مادرش همان عمه اش است و پدر وی به خواهرش تجاوز کرده‌است. در کودکی مورد آزار و تجاوز پدر خود قرار داشته و این افکار وی را تغییر داده‌است.